# Philippe de Noailles
Philippe hrabě de Noailles, vévoda de Mouchy (francouzsky Philippe comte de Noailles, duc de Mouchy, prince de Poix, marquis d'Arpajon) (27. prosince 1715 v Paříži – 27. června 1794 tamtéž) byl francouzský šlechtic, vojevůdce a dvořan. V dynastických válkách 18. století dosáhl hodnosti maršála Francie (1775). Získal také několik šlechtických titulů a byl zakladatelem mladší rodové linie  Noailles-Mouchy. Pro odlišení od svého staršího bratra vévody Louise Noaillese byl označován jako duc de Mouchy nebo maréchal de Noailles. Za francouzské revoluce byl i s manželkou popraven.

## Životopis

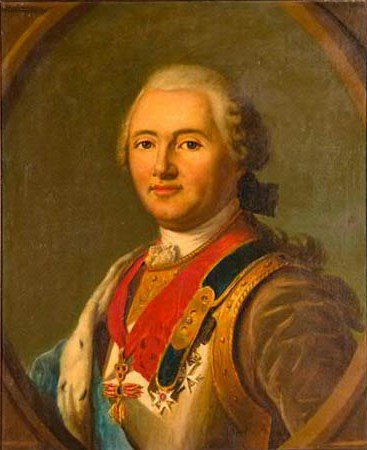
Philippe de Noailles, vévoda de Mouchy

Pocházel ze starého šlechtického rodu Noailliesů, byl mladším synem maršála Adriena Maurice de Noailles, vévody z Noailles. Již ve věku pěti let byl předurčen do pozdější funkce guvernéra zámku ve Versailles, kterou fakticky vykonával v letech 1740–1778. Ve čtrnácti letech vstoupil do armády ke královským mušketýrům, v roce 1729 navíc zdědil panství Poix spojené s knížecím titulem (prince de Poix). Statečností se vyznamenal již ve válce o polské dědictví a v roce 1734 byl povýšen na plukovníka. Později vynikl ve válce o rakouské dědictví, jíž se zúčastnil pod velením svého otce. Bojoval v bitvě u Dettingenu (1743), kde pod ním padli dva koně. Ve vítězné bitvě u Fontenoy (1745) proslul jezdeckým útokem proti britským jednotkám. Již v roce 1741 získal titul španělského granda I. třídy a v roce 1743 obdržel Řád svatého Ludvíka. Během války o rakouské dědictví rychle postupoval v hodnostech, v roce 1743 byl jmenován brigádním generálem a v roce 1744 dosáhl hodnosti maréchal de camp (generálmajor). V roce 1746 doprovázel svého otce na diplomatické misi do Španělska, kde získal Řád zlatého rouna (1746). V roce 1747 byl jmenován vévodou de Mouchy (titul odvozen od jeho sídla v Mouchy-le-Châtel poblíž města Noailles). V závěru války o rakouské dědictví dosáhl hodnosti generálporučíka (1748).

Erb vévody de Mouchy s insigniemi španělského granda

Dlouhodobě patřil k vlivným osobnostem u královského dvora a žil ve Versailles, kde zastával funkci guvernéra. V roce 1755 byl s mimořádnou diplomatickou misí vyslán do Turína. Za sedmileté války znovu sloužil v armádě a zúčastnil se bojů v Německu, ale po prohrané bitvě u Mindenu na další vojenskou službu rezignoval (1759). V roce 1767 získal Řád sv. Ducha a v roce 1770 byl vyslán do Štrasburku, odkud měl doprovodit Marii Antoinettu ke sňatku s Ludvíkem XVI. V roce 1775 dosáhl nejvyšší armádní hodnosti maršála Francie (byl jmenován 30. března 1775 spolu se starším bratrem Louisem). V letech 1775–1788 zastával funkci guvernéra v Guyenne, kde mimo jiné proslul působením v charitě. V letech 1787–1788 byl členem shromáždění notáblů, kvůli pokročilému věku a zdravotnímu stavu se jeho zasedání ale zúčastnil jen zřídka. 
Po vypuknutí francouzské revoluce zůstal ve Francii a snažil se chránit krále před útoky. Po masakru v Tuileriích odešel do soukromí na svůj zámek v Mouchy. Později byl zatčen pro spiknutí proti republice, odsouzen k trestu smrti a popraven i s manželkou. Oba byli gilotinováni 27. června 1794, měsíc před pádem Robespierra a koncem Hrůzovlády.
Jeho manželkou byla od roku 1741 Anne-Claude-Louise d'Arpajon (1729–1794), dcera generála Louise II., markýze d'Arpajon (1667–1736). Po příjezdu Marie Antoinetty do Francie byla její první dvorní dámou a dostala přezdívku Madame Etiquette. Z jejich manželství pocházelo šest dětí, z nichž tři synové zemřeli v dětském věku. Další synové byli Philippe-Louis-Marc-Antoine de Noailles, princ de Poix a Louis-Marie, vikomt de Noailles. Oba se stali členy Ústavodárného národního shromáždění.
Zámek Mouchy-le-Châtel byl vážně poškozen za druhé světové války a v roce 1961 zbořen.